# 1912年ストックホルムオリンピックのサッカー競技
1912年ストックホルムオリンピックのサッカー競技（1912ねんストックホルムオリンピックのサッカーきょうぎ）は、1912年6月29日に開幕した。7月4日に決勝戦が行われ、金メダルを獲得したのはイギリスであった。

## 概要
参加国は、前回の6か国から11か国に増えた。決勝戦は前回大会と同じくデンマークとイギリスの顔合わせで行われ、前回大会と同じくイギリスが優勝した。そしてこの大会の優勝がイギリス代表にとって最後のタイトルとなった。

## 大会方式
参加国11か国によりトーナメントを行った。その参加国数が変則的なため、先ず6か国による予選ラウンドを行い、次に予選ラウンドの勝者3か国と残5か国によって1回戦を行った。試合はストックホルム他2都市で行われた。

## 参加国
参加国は以下の11か国である。
- オーストリア
- ドイツ
- デンマーク
- フィンランド
- イギリス
- ハンガリー
- イタリア
- オランダ
- ノルウェー
- ロシア
- スウェーデン

## 試合結果

### 予選ラウンド
| 6月29日 |  | イタリア     | 2 | - | 3 | フィンランド |
| 6月29日 |  | ドイツ       | 1 | - | 5 | オーストリア |
| 6月29日 |  | スウェーデン | 3 | - | 4 | オランダ     |

### 1回戦
| 6月30日 |  | ロシア     | 1 | - | 2 | フィンランド |
| 6月30日 |  | イギリス   | 7 | - | 0 | ハンガリー   |
| 6月30日 |  | オランダ   | 3 | - | 1 | オーストリア |
| 6月30日 |  | デンマーク | 7 | - | 0 | ノルウェー   |

### 準決勝
| 7月2日 |  | オランダ | 1 | - | 4 | デンマーク   |
| 7月2日 |  | イギリス | 4 | - | 0 | フィンランド |

### 3位決定戦
| 7月4日 |  | オランダ | 9 | - | 0 | フィンランド |

### 決勝
| 7月4日 |  | デンマーク | 2 | - | 4 | イギリス |

### 順位決定戦
| 7月1日 |  | ドイツ       | 16 | - | 0 | ロシア     |
| 7月1日 |  | スウェーデン | 0  | - | 1 | イタリア   |
| 7月1日 |  | オーストリア | 1  | - | 0 | ノルウェー |

| 7月3日 |  | イタリア | 1 | - | 5 | オーストリア |
| 7月3日 |  | ドイツ   | 1 | - | 3 | ハンガリー   |

| 7月5日 |  | ハンガリー | 3 | - | 0 | オーストリア |

## 最終結果
| 順位 | 国・地域     |
| ---- | ------------ |
| 1    | イギリス     |
| 2    | デンマーク   |
| 3    | オランダ     |
| 4    | フィンランド |

## 各国メダル数
| 順 | 国・地域   | 金 | 銀 | 銅 | 計 |
| -- | ---------- | -- | -- | -- | -- |
| 1  | イギリス   | 1  | 0  | 0  | 1  |
| 2  | デンマーク | 0  | 1  | 0  | 1  |
| 3  | オランダ   | 0  | 0  | 1  | 1  |